# Spiro Latsis
Spiro Latsis (Atene, 1º gennaio 1946) è un banchiere greco.

## Biografia
È il figlio di Errieta Tsoukala (Ερριέτα Τσουκαλά) e di Giannis Latsis, armatore greco che accumulò una enorme ricchezza negli anni '70 e '80. Dopo la laurea conseguita presso la London School of Economics, si dedicò con successo agli affari riuscendo ad incrementare il patrimonio del padre. Alla morte di quest'ultimo, nel 2003, prese le redini delle aziende di famiglia. Spiro Latsis è il secondo uomo più ricco del suo paese dopo Philip Niarchos, e 55º uomo più ricco del mondo (secondo Forbes nel 2007) con un patrimonio di 11,4 miliardi di dollari.
Opera attraverso la società di famiglia, la EFG Bank European Financial Group, un vasto conglomerato che possiede diverse attività, soprattutto bancarie. Possiede circa il 40% in EFG Eurobank Ergasias, la filiale greca della sua banca svizzera EFG Group, e più del 30% della Hellenic Petroleum, una delle maggiori compagnie petrolifere dei Balcani. Possiede anche la Paneuropean Oil and Industrial Holdings S.A. e PrivatAir (una compagnia aerea privata) e la Lamda Development (immobiliare).
Come il padre, anche Spiros gode dei favori della regina Elisabetta II ed è un grande amico di José Barroso, importante figura della Commissione europea, che più volte ha invitato sul suo lussuosissimo yacht. Nell'aprile 2010 il quotidiano tedesco Bild lo accusava di aver ordito i fili della speculazione nelle borse europee in seguito alla dichiarazione di insolvenza sovrana del governo greco. Il titolo dell'articolo era alquanto ironico: "Perché mai il danaro dei contribuenti tedeschi dovrebbe finire nelle tasche di un miliardario greco?"